# Simón (película de 2023)
Simón es una película de drama de 2023 escrita y dirigida por el director venezolano Diego Vicentini. La película trata sobre un joven venezolano, Simón, quien después de ser detenido y torturado durante las protestas en Venezuela, huye del país y solicita asilo en Miami, donde debe decidir si quedarse en la ciudad o si regresar a Venezuela a enfrentar a la tiranía. El largometraje ha recibido múltiples premios, incluyendo mejor película del Festival del cine venezolano de 2023. Simón fue nominada a la 38.ª edición de los Premios Goya en la categoría de mejor película iberoamericana.

## Sinopsis
Durante las protestas en Venezuela, Simón (Christian McGaffney) y sus compañeros son detenidos, siendo víctimas de tortura. Obligado a huir de Venezuela, se convierte en solicitante de asilo y se dirige a Miami. Inmigración le informa de que, una vez obtenido el asilo, no podrá regresar a su país. Simón enfrenta tanto trauma como culpa y debe tomar la decisión de si quedarse en Miami y empezar una nueva vida o volver a su país para enfrentar una tiranía.

## Reparto
- Christian McGaffney como Simón
- Roberto Jaramillo como Chucho
- Jana Nawartschi como Melissa
- Franklin Virgüez como Coronel Lugo

## Producción
El director, Diego Vicentini, produjo un cortometraje homónimo sobre las protestas en Venezuela de 2017 como parte de su tesis de grado de la maestría de cine cursada en Los Ángeles Film Academy. La producción fue estrenada en 2018 en ocho países y Vicentini decidió convertirla en un largometraje ante la acogida inesperada. Para el papel del protagonista, el director originalmente necesitaba a un venezolano bilingüe y veinteañero, lo cual limitaba las opciones. Ya conociendo a Christian McGaffney del cortometraje, estaba seguro de que sería la personal ideal para el rol. Vicentini comentó que escogió el nombre de «Simón» para «atribuirle la mitología de Bolívar a todos estos jóvenes que son anónimos». En 2019, Vicentini y Marcel Rasquin (también un director que se volvería productor de Simon) empezaron a recaudar fondos para hacer un largometraje de la historia. Simón es el primer largometraje de Diego Vicentini, quien comentó que la película tuvo un total de 18 versiones del guion antes de escoger una versión definitiva.
El rodaje del largometraje coincidió con la pandemia de COVID-19, lo cual significó varias complicaciones logísticas: al elenco y al equipo se les hicieron pruebas cada tres días, el uso de mascarillas era estricto y el set se esterilizaba entre escenas, representando costos adicionales e imprevistos para la producción. Adicionalmente existía el riesgo de que el protagonista, Christian, se enfermara. Esto obligó a que una escena ambientada en una concurrida discoteca en Miami se modificara, y en lugar de contar con 250 extras la cantidad se redujo a 30. La película se grabó en el transcurso de 28 días en 23 ubicaciones diferentes.
El ambiente de la cárcel fue filmado en Redland, cercano a Homestead, en el sur de Florida, donde hay una ciudad abandonada con edificios en deterioro. El actor Franklin Virgüez comentó en una entrevista que utilizó el método Stanislavski para grabar una de sus escenas: cuando se mudó de Barquisimeto a Caracas, inicialmente vivió en un rancho en Monte Piedad, en un cerro donde abundaban las ratas, donde desarrolló una fobia a las mismas, por lo que se imaginó a ratas sobre Christian en la escena del interrogatorio para evocar las emociones deseadas.Simón es el primer largometraje de Diego Vicentini. La película también contó con un personaje inspirado en Rufo Chacón, un manifestante de 20 años que perdió ambos ojos luego de que agentes de policía le dispararan con perdigones en la cara.

## Estreno
El largometraje fue estrenado el 15 de abril de 2023 en el Festival de Cine de Florida, en Orlando, Estados Unidos. Posteriormente fue proyectado en el Festival International de Cine de Dallas.
Para finales del año, la película se había convertido en la película más taquillera en Venezuela en los últimos seis años, desde 2016, después de Papita 2da base.
Se anunció que Simón estaría disponible para verse a través de Netflix en Latinoamérica y España en marzo de 2024.

## Recepción
Simón fue nominada al Gran Premio del Jurado a la Mejor Película de Narrativa en el Festival de Cine de Florida y fue galardonada con el Premio del Público al mejor largometraje de ficción internacional del Festival International de Cine de Dallas. En el Festival del cine venezolano de 2023, la película recibió múltiples reconocimientos, incluyendo «Mejor Película», «Mejor Director», «Mejor Actor de Reparto» (para Franklin Virgüez), «Mejor Fotografía», «Mejor Edición» y «Mejor Guión».
La Academia de las Artes y las Ciencias Cinematográficas de Venezuela eligió a Simón para representar a Venezuela en la 38.ª edición de los Premios Goya.La película no fue escogida como candidata del país para los Premios Óscars, obteniendo 10 votos a favor, 12 en contra y dos abstenciones. Diego Vicentini declaró estar decepcionado con la decisión, sosteniendo que la película tiene los méritos para serlo y denunció irregularidades durante el proceso de selección, informando que su equipo y él recibieron reportes de que parte del comité de selección, tradicionalmente conformado por integrantes gremio de cineastas venezolanos, este año consistió en personas desconocidas. Los reportes también describieron el debate como irregular, habiendo un bloque de miembros indispuestos a escuchar argumentos a favor de Simón e incluso llegando a callar a alguien que quería hablar a favor de la película. Adicionalmente, en el comité participó Ray Ugencio, primer asistente de dirección en la película escogida como candidata, La sombra del sol, generándose un conflicto de interés.
Sin embargo, Vicentini también publicó un video aclarando que su intención no era perjudicar a la película La sombra del sol, sino una crítica hacia la Asociación Nacional de Autores Cinematográficos (ANAC), encargada del proceso de selección, disculpándose por el efecto negativo que pudo haber tenido su denuncia.
El 25 de septiembre de 2023, la Academia de Artes y Ciencias Cinematográficas de Estados Unidos (los Óscars) solicitó incorporar el guion de la película a la colección permanente de su biblioteca. En octubre, Simón fue galardonada con el Gran Premio en el Festival Internacional de Cine Heartland.
El 30 de noviembre, Simón fue nominada oficialmente a la 38.ª edición de los Premios Goya en la categoría de mejor película iberoamericana, resultando ganadora La memoria infinita de Chile.

## Premios y nominaciones
| Año  | Premio/Festival                          | Categoría                            | Candidato/a      | Resultado |
| ---- | ---------------------------------------- | ------------------------------------ | ---------------- | --------- |
| 2023 | Festival International de Cine de Dallas | Best International Narrative Feature | Simón            | Nominado  |
| 2023 | Festival de Cine de Florida              | Mejor largometraje narrativo         | Simón            | Ganador   |
| 2023 | Festival Internacional de Cine Heartland | Mejor largometraje narrativo         | Simón            | Ganador   |
| 2023 | Festival del cine venezolano             | Mejor película                       | Simón            | Ganador   |
| 2023 | Festival del cine venezolano             | Mejor director                       | Diego Vicentini  | Ganador   |
| 2023 | Festival del cine venezolano             | Mejor actor secundario               | Franklin Virgüez | Ganador   |
| 2023 | Festival del cine venezolano             | Mejor fotografía                     | Horacio Martínez | Ganador   |
| 2023 | Festival del cine venezolano             | Mejor edición                        | Diego Vicentini  | Ganador   |
| 2023 | Festival del cine venezolano             | Mejor guion                          | Diego Vicentini  | Ganador   |
| 2024 | Premios Goya                             | Mejor película iberoamericana        | Simón            | Nominado  |

## Lectura adicional
- «Diego Vicentini: "Simón muestra heridas silenciosas y profundas que todos compartimos"». El Estímulo. 7 de septiembre de 2023.
- «'Simón': ¿Por qué el chavismo ha permitido su proyección?». El Estímulo. 11 de septiembre de 2023.
- «Franklin Virgüez: 'Al gobierno no le conviene prohibir Simón'». El Estímulo. 16 de septiembre de 2023.
- Branger, Carolina Jaimes (30 de septiembre de 2023). «La eliminación de "Simón" en los Premios Óscar». Runrunes.